# Doddadasarahalli, Hosakote
Doddadasarahalli là một làng thuộc tehsil Hosakote, huyện Bangalore Rural, bang Karnataka, Ấn Độ.